# Dung dịch

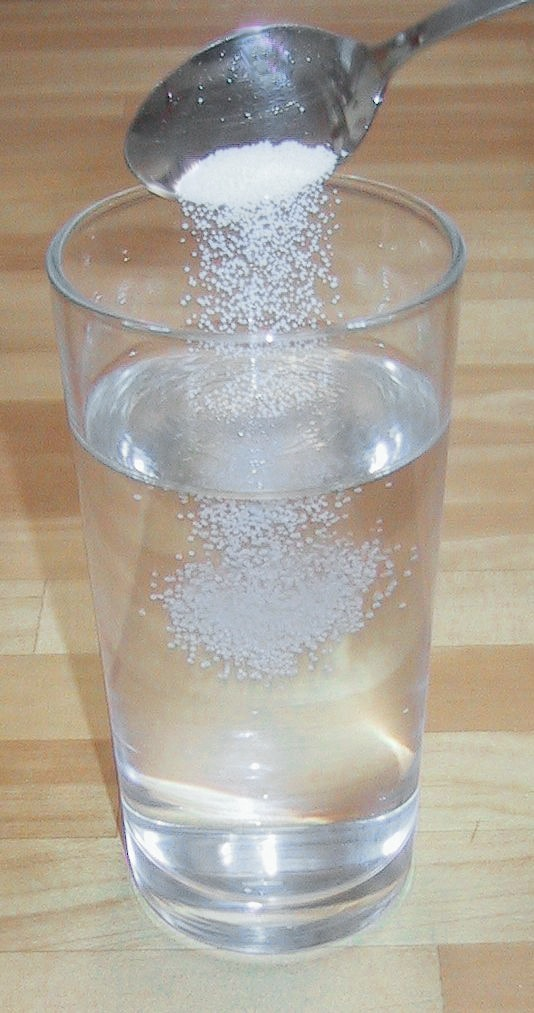
Tạo một dung dịch nước muối bằng cách hòa tan muối ăn (NaCl) vào nước. Muối là chất tan và nước là dung môi.

Trong hóa học, một dung dịch là một hỗn hợp đồng nhất và chỉ có một pha. Trong một hỗn hợp như vậy, một chất tan là một chất hòa tan được trong một chất khác, được biết là dung môi. Dung môi thực hiện quá trình phân rã. Dung dịch ít nhiều đều mang các đặc tính của dung môi bao gồm cả pha của nó, và các dung môi thường chiếm phần lớn trong dung dịch. Nồng độ của một chất tan trong dung dịch là cách xác định có bao nhiêu chất tan đó hòa tan được trong dung môi.

## Các đặc tính
- Dung dịch là một hỗn hợp đồng nhất.
- Các cấu tử tan trong dung dịch không thể nhìn thấy được bằng mắt thường.
- Dung dịch không để cho chùm ánh sáng phân tán.
- Dung dịch có tính ổn định.
- Chất tan từ dung dịch không thể tách ra được bằng cách lọc (hoặc bằng phương pháp cơ học).

## Các loại dung dịch
Sự đồng nhất có nghĩa là các thành phần của hỗn hợp tạo thành một pha duy nhất. Các tính chất của hỗn hợp (ví dụ như nồng độ, nhiệt độ và khối lượng riêng) có thể được phân bố đồng đều trong thể tích nhưng chỉ trong trường hợp không có hiện tượng khuếch tán hoặc sau khi đã khuếch tán. Thông thường, chất nào chiếm lượng lớn nhất thì được xem là dung môi. Dung môi có thể là chất khí, chất lỏng hoặc chất rắn. Một hoặc vài thành phần có trong dung dịch ngoài dung môi ra thì được gọi là chất tan. Dung dịch có trạng thái vật chất tương tự như dung môi.

### Dung dịch khí
Nếu dung môi ở dạng khí, chỉ có các khí khác hòa tan được dưới những điều kiện cho phép. Ví dụ như không khí (là oxy và các khí khác hòa tan trong ni-tơ). Vì sự tương tác giữa các phân tử hầu như không đóng vai trò gì cả, nên khi pha loãng khí sẽ tạo thành những dung dịch không đáng kể. Nói chính xác hơn, chúng không được phân loại là dung dịch, nhưng vẫn được xem là hỗn hợp.

### Dung dịch lỏng
Nếu dung môi là chất lỏng, thì các chất dạng khí, lỏng hoặc rắn khác có thể hòa tan vào được. Ví dụ:
- Chất khí trong chất lỏng:
  - Oxy trong nước
  - Cacbon dioxide trong nước – là một ví dụ hơi phức tạp hơn, vì dung dịch này đi kèm một phản ứng hóa học (sự tạo thành các ion). Các bong bóng nhỏ thấy được trong dung dịch này không phải là khí đã hòa tan, mà là Cacbon dioxide sủi bọt và ra khỏi dung dịch. Bản thân khí đã hòa tan là không nhìn thấy được vì nó được hòa tan ở mức độ phân tử.
- Chất lỏng trong chất lỏng:
  - Trộn lẫn hai hoặc vài hóa chất khác nồng độ để tạo thành một dung dịch ổn định (sự đồng nhất của dung dịch).
  - Các thức uống có cồn là những dung dịch cơ bản, gồm nước và ethanol.
- Chất rắn trong chất lỏng
  - Đường sucroza (đường tinh luyện) trong nước.
  - NaCl (muối tinh) trong nước.

Trái lại, với một vài ví dụ khác về hỗn hợp lỏng không đồng nhất là: hệ keo, huyền phù, nhũ tương. Chúng không được xem là dung dịch.
Những chất lỏng trong cơ thể là những ví dụ về những dung dịch lỏng phức tạp.Chúng đa phần là các chất điện giải, là các ion của chất tan (như Kali). Hơn nữa chúng còn chứa các chất tan như đường và urê. Oxy và Cacbon dioxide cũng là những thành phần chủ yếu trong máu, và khi mà có sự thay đổi lớn về nồng độ của chúng thì có thể là dấu hiệu của bệnh hoặc chấn thương.

### Dung dịch rắn
Nếu dung môi là chất rắn, thì các chất khí, chất lỏng hoặc chất rắn khác có thể hòa tan vào được.
- Chất khí trong chất rắn:
  - Khí hydro hòa tan khá tốt trong kim loại, đặc biệt là trong Paladi. Điều này còn được nghiên cứu trong việc lưu trữ hydro.
- Chất lỏng trong chất rắn:
  - Thủy ngân trong vàng, tạo thành dạng hỗn hống.
  - Hexan trong sáp parafin.
- Chất rắn trong chất rắn
  - Thép, về cơ bản là dung dịch gồm các nguyên tử cacbon trong một mạng lưới các nguyên tử sắt tinh thể hóa.
  - Các hợp kim như đồng điếu và nhiều loại khác.
  - Polyme có chứa các chất hóa dẻo.
  - Tuy nhiên một số chất rắn khi cho vào dung dịch thì nó làm cho dung dịch bị bốc cháy, nếu không tạo điphotphopentaoxit thì nó có thể nổ.

## Tính tan
Khả năng để một hợp chất hòa tan được trong một hợp chất khác được gọi là tính tan. Khi một chất lỏng có thể hòa tan hoàn toàn vào một chất lỏng khác thì hai chất lỏng đó có thể trộn lẫn vào nhau được. Hai chất mà không thể trộn với nhau để tạo thành dung dịch thì được gọi là không trộn lẫn vào nhau được.
Tất cả các dung dịch đều có entropy rõ ràng khi trộn lẫn. Sự tương tác giữa các phân tử hoặc ion khác nhau có thể thuận lợi về mặt năng lượng hoặc không. Nếu sự tương tác không thuận lợi, thì năng lượng tự do sẽ giảm đi khi nồng độ chất tan ngày càng tăng. Vào một thời điểm nào đó phần năng lượng mất đi sẽ cao hơn là entropy có được, và không có các cấu tử chất tan nào có thể được hòa tan nữa; khi đó dung dịch được cho là bão hòa. Tuy nhiên, thời điểm mà một dung dịch có thể trở thành bão hòa có thể thay đổi đáng kể với các nhân tố môi trường khác nhau, chẳng hạn như nhiệt độ, áp suất và sự ô nhiễm. Với vài sự kết hợp giữa dung môi và chất tan thì một dung dịch siêu bão hòa có thể được tạo ra bằng cách tăng khả năng hòa tan (ví dụ bằng cách tăng nhiệt độ) để hòa tan chất tan nhiều hơn, và sau đó giảm nó xuống (ví dụ bằng cách làm lạnh).
Thường thì khi nhiệt độ dung môi càng cao, các chất tan dạng rắn càng tan nhiều hơn. Tuy nhiên, hầu hết các loại khí và một vài hợp chất lại có tính tan giảm khi nhiệt độ tăng. Đây là do kết quả của entanpi tỏa nhiệt của dung dịch. Vài hoạt chất bề mặt có tính chất này. Tính tan của chất lỏng trong chất lỏng thì ít thay đổi với nhiệt hơn là chất rắn hay chất khí.

## Tính chất
Như điểm chảy và điểm sôi sẽ thay đổi khi các hợp chất khác được thêm vào. Chúng được gọi là những tính chất tập hợp. Có vài cách để định lượng được lượng chất hòa tan trong các hợp chất khác và được gọi chung là nồng độ. Ví dụ như phân tử gam, phần thể tích, và phần mol.
Các tính chất của các dung dịch lý tưởng có thể được tính bằng tổ hợp tuyến tính của những tính chất từ những thành phần của nó.
```
tan và dung môi tồn tại với lượng bằng nhau (chẳng hạn như trong một dung dịch gồm 50% 
êtanol
, 50% nước), thì các khái niệm về "chất tan" và "dung môi" trở nên ít liên quan, nhưng chất mà thường được sử dụng như một dung môi thì vẫn thường được xem như là dung môi (trong ví dụ này là nước).
```

## Chất lỏng
Về nguyên tắc, tất cả các loại chất lỏng có thể hoạt động như dung môi: khí hiếm dạng lỏng, kim loại nóng chảy, muối nóng chảy, các mạng lưới liên kết cộng hóa trị nóng chảy, và các chất lỏng phân tử. Trong thực hành hóa học và hóa sinh, hầu hết các dung môi là chất lỏng phân tử. Chúng có thể được phân loại thành phân cực và không phân cực, tùy thuộc vào moment lưỡng cực điện của chúng. Một cách phân biệt khác là các phân tử của chúng có thể hình thành liên kết hydro hay không. Nước là dung môi thường được sử dụng nhất, là dung môi lưỡng cực và duy trì liên kết hydro.
Các muối hòa tan trong dung môi phân cực, tạo thành các ion dương và âm được thu hút đến gốc âm và dương của các phân tử dung môi tương ứng. Nếu dung môi là nước, sự hydrat hóa xảy ra khi các ion chất tan bị bao quanh bởi các phân tử nước. Một ví dụ tiêu chuẩn là nước muối. Những dung dịch như vậy được gọi là dung dịch điện giải.
Đối với các chất tan dạng không ion, thì có một quy luật chung: Giống nhau mới hòa tan vào nhau.
Các chất tan phân cực hòa tan trong dung môi phân cực, tạo thành liên kết phân cực hoặc là liên kết hydro. Ví dụ, các thức uống có cồn đều là dung dịch dạng nước của ethanol. Trái lại, các chất tan không phân cực hòa tan tốt hơn trong dung môi không phân cực. Ví dụ, các hydrocarbon như dầu và mỡ dễ dàng trộn lẫn với nhau, nhưng không trộn với nước được.
Một ví dụ về sự không trộn lẫn với nhau của dầu và nước là những vết dầu loang trên mặt nước.